# رولف سيفرت ماكسيميليان
رولف سيفرت ماكسيميليان (6 مايو 1896 في ستوكهولم، السويد-30 أكتوبر 1966) هو عالم فيزياء سويدي. وطبيًا سويديًا كانت مساهمته الرئيسية في دراسة التأثيرات البيولوجية للإشعاع المؤين. سميت السيفرت (Sv)، وحدة النظام الدولي للوحدات التي تمثل المخاطر الصحية العشوائية للإشعاع المؤين، باسمه. وقد أطلق عليه لقب "أبو الحماية من الإشعاع".
شغل سيفرت منصب رئيس مختبر الفيزياء (Radiumhemmet) في السويد من عام 1924 إلى عام 1937، وبعد ذلك تم تعيينه رئيسًا لقسم فيزياء الإشعاع في معهد كارولينسكا. لعب دورًا رائدًا في قياس جرعات الإشعاع وخاصة في استخدامه في تشخيص وعلاج السرطان. في السنوات اللاحقة، ركز بحثه على التأثيرات البيولوجية للتعرض المتكرر لجرعات منخفضة من الإشعاع.
كان أحد مؤسسي اللجنة الدولية لحماية الأشعة السينية والراديوم (IXRPC) في عام 1928، وشغل منصب أول رئيس لها؛ والتي أصبحت فيما بعد اللجنة الدولية للحماية من الإشعاع. كما ترأس اللجنة العلمية للأمم المتحدة بشأن آثار الإشعاع الذري (UNSCEAR).
اخترع سيفرت عددًا من الأجهزة لقياس جرعات الإشعاع، وأشهرها غرفة سيفرت.

## الإرث
في عام 1979، في المؤتمر العام للأوزان والمقاييس (CGPM)، تم تسمية وحدة النظام الدولي للوحدات لمكافئ جرعة الإشعاع المؤين باسمه وإعطائها اسم سيفرت (Sv).